# João José da Costa
João José da Costa (Lagarto, 24 giugno 1958) è un arcivescovo cattolico brasiliano, dal 19 luglio 2023 arcivescovo emerito di Aracajú.

## Biografia

### Formazione e ministero sacerdotale
Ha compiuto gli studi filosofici in Brasilia e quelli teologici nell'Istituto di Teologia di São Paulo e in quello Francescano di Olinda. Ha ottenuto la licenza in filosofia nell'università statale del Ceará a Sobral. 
Ha emesso la prima professione come membro dell'Ordine della Beata Vergine del Monte Carmelo il 19 gennaio 1986. 
Dopo essere stato ordinato sacerdote il 12 dicembre 1992, è stato nominato consigliere provinciale della provincia carmelitana del Pernambuco. 
Dal 1998 al 2004, per due trienni, è stato provinciale della provincia carmelitana. È stato membro della pastorale carceraria dell'arcidiocesi di Olinda e Recife. 
Nel 2001 ha partecipato al capitolo generale dei carmelitani a Roma.
Nel 2005 è stato nominato priore e formatore nel convento di São Cristóvão nell’arcidiocesi di Aracajú.

### Ministero episcopale
Il 7 gennaio 2009 papa Benedetto XVI lo ha nominato vescovo di Iguatu . 
Il 19 marzo 2009 ha ricevuto la consacrazione episcopale dalle mani dell'arcivescovo José Palmeira Lessa, co-consacranti il vescovo di Petrolina Paulo Cardoso da Silva e il vescovo di Propriá Mário Rino Sivieri.  
Il 5 novembre 2014 papa Francesco lo ha nominato arcivescovo coadiutore di  Aracajú; è succeduto alla medesima sede, come arcivescovo metropolita il 18 gennaio 2017.
Il 19 luglio 2023 lo stesso papa ha accolto la sua rinuncia al governo pastorale dell'arcidiocesi di Aracajú.

## Genealogia episcopale  e successione apostolica
La genealogia episcopale è:
- Cardinale Scipione Rebiba
- Cardinale Giulio Antonio Santori
- Cardinale Girolamo Bernerio, O.P.
- Arcivescovo Galeazzo Sanvitale
- Cardinale Ludovico Ludovisi
- Cardinale Luigi Caetani
- Cardinale Ulderico Carpegna
- Cardinale Paluzzo Paluzzi Altieri degli Albertoni
- Papa Benedetto XIII
- Papa Benedetto XIV
- Papa Clemente XIII
- Cardinale Marcantonio Colonna
- Cardinale Giacinto Sigismondo Gerdil, B.
- Cardinale Giulio Maria della Somaglia
- Cardinale Carlo Odescalchi, S.I.
- Cardinale Costantino Patrizi Naro
- Cardinale Lucido Maria Parocchi
- Arcivescovo Adauctus Aurélio de Miranda Henriques
- Arcivescovo Moisés Ferreira Coelho
- Arcivescovo José de Medeiros Delgado
- Cardinale Eugênio de Araújo Sales
- Arcivescovo José Palmeira Lessa
- Arcivescovo João José da Costa, O.Carm.

La successione apostolica è:
- Vescovo Valdemir Vicente Andrade Santos (2018)